# Paul Reed

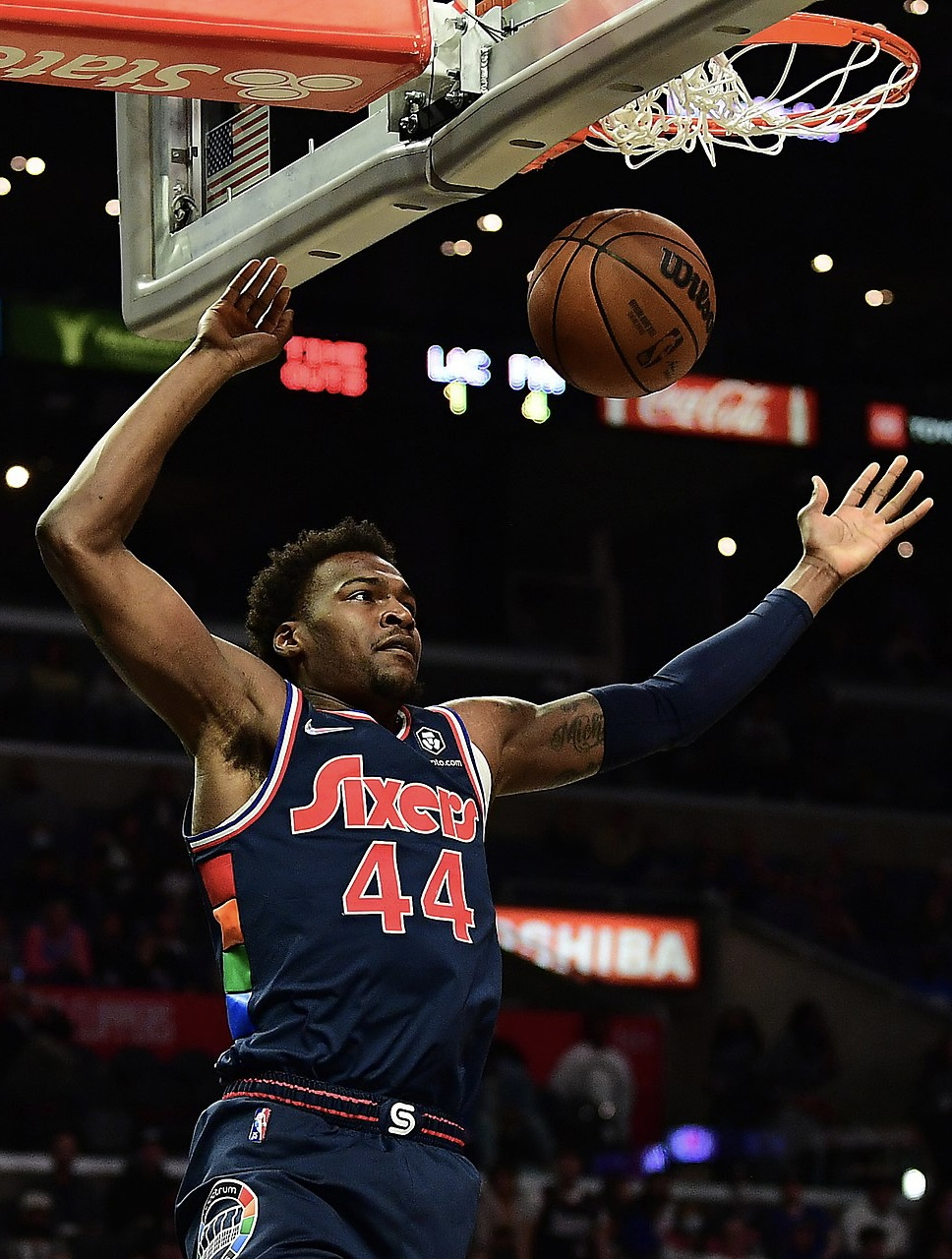
Paul Reed, 2022.

Paul Reed, född 14 juni 1999 i Orlando i Florida, är en amerikansk professionell basketspelare (C/PF) som spelar för Detroit Pistons i National Basketball Association (NBA). Han har tidigare spelat för Philadelphia 76ers.
Reed draftades av Philadelphia 76ers i andra rundan i 2020 års draft som 58:e spelare totalt.
Innan han blev proffs studerade Reed vid DePaul University och spelade för deras idrottsförening DePaul Blue Demons.